# Erigone welchi
Erigone welchi là một loài nhện trong họ Linyphiidae.
Loài này thuộc chi Erigone. Erigone welchi được Jackson miêu tả năm 1911.